# Tony Robbins
Anthony Robbins, ou Tony Robbins (29 de fevereiro de 1960, Glendora, Califórnia), é um estrategista, escritor e palestrante motivacional estadunidense. É um dos responsáveis pela popularização da Programação Neurolinguística (PNL). Ele também é um famoso coach. Realiza palestras sobre técnicas que permitem utilizar os recursos de comunicação interna e externa ao indivíduo de forma mais eficiente. Seus livros foram publicados nos idiomas mais falados.
Várias personalidades internacionais receberam seu treinamento tais como Erin Brockovich, Andre Agassi, Norman Schwarzkopf, Princesa Diana, o ex-presidente dos Estados Unidos, Bill Clinton, Sir Anthony Hopkins, Roger Black, Martin Sheen, Arnold Schwarzenegger e Quincy Jones.
Em 2015, o cineasta Joe Berlinger dirigiu e produziu o documentário "Tony Robbins: Eu Não Sou Seu Guru", sobre o evento de Tony Robbins "Date with Destiny", após filmá-lo em Boca Raton, Flórida, em dezembro de 2014. Estreou no festival de cinema South by Southwest em março de 2016 e foi lançado pela Netflix em 15 de julho de 2016.

## Mentores
- Jim Rohn[carece de fontes?]
- John Grinder
- Richard Bandler
- Zig Ziglar[carece de fontes?]
- Og Mandino[carece de fontes?]
- Napoleon Hill[carece de fontes?]